# Форт-Ковінгтон-Гемлет (Нью-Йорк)
Форт-Ковінгтон-Гемлет (англ. Fort Covington Hamlet) — переписна місцевість (CDP) в США, в окрузі Франклін штату Нью-Йорк. Населення — 1127 осіб (2020).

## Географія
Форт-Ковінгтон-Гемлет розташований за координатами 44°58′18″ пн. ш. 74°30′27″ зх. д. / 44.97167° пн. ш. 74.50750° зх. д. (44.971778, -74.507574).  За даними Бюро перепису населення США в 2010 році переписна місцевість мала площу 50,07 км², з яких 50,04 км² — суходіл та 0,03 км² — водойми.

## Демографія
Згідно з переписом 2010 року, у переписній місцевості мешкало 1308 осіб у 521 домогосподарстві у складі 356 родин. Густота населення становила 26 осіб/км².  Було 592 помешкання (12/км²).
Расовий склад населення:
| - 80,8 % — білих - 14,2 % — корінних американців - 0,4 % — чорних або афроамериканців - 0,1 % — азіатів |

До двох чи більше рас належало 4,5 %. Частка іспаномовних становила 3,2 % від усіх жителів.
За віковим діапазоном населення розподілялося таким чином: 24,9 % — особи молодші 18 років, 57,6 % — особи у віці 18—64 років, 17,5 % — особи у віці 65 років та старші. Медіана віку мешканця становила 41,3 року. На 100 осіб жіночої статі у переписній місцевості припадало 99,4 чоловіків;  на 100 жінок у віці від 18 років та старших — 94,1 чоловіків також старших 18 років.
Середній дохід на одне домашнє господарство  становив 55 370 доларів США (медіана — 41 406), а середній дохід на одну сім'ю — 54 401 долар (медіана — 42 219). Медіана доходів становила 40 903 долари для чоловіків та 35 278 доларів для жінок. За межею бідності перебувало 18,6 % осіб, у тому числі 24,6 % дітей у віці до 18 років та 13,4 % осіб у віці 65 років та старших.
Цивільне працевлаштоване населення становило 569 осіб. Основні галузі зайнятості: освіта, охорона здоров'я та соціальна допомога — 38,3 %, мистецтво, розваги та відпочинок — 11,4 %, публічна адміністрація — 10,2 %.